# Coma (película de 1978)
Coma es una película estadounidense de suspense, escrita y dirigida por Michael Crichton en 1978 y protagonizada por Geneviève Bujold y Michael Douglas. Crichton escribió el guion de la película basándose en la novela homónima de Robin Cook.
La película recibió buena crítica por el carácter paranoico impreso en toda la cinta, característico de otras películas de la época como Invasion of the Body Snatchers, La conversación, The Stepford Wives, y anteriormente, La semilla del diablo (Rosemary's Baby).

## Sinopsis y argumento
Susan Wheeler, una joven estudiante de medicina, lleva a cabo sus prácticas en el Boston Memorial Hospital. Está liada con el Dr. Bellows, cirujano residente del hospital. Un día descubre misteriosos casos de pacientes, que terminan en coma después de la cirugía en una sala de operaciones. Cuando los investiga y averigua que el motivo del coma parece ser daño cerebral, Wheeler se embarca en una búsqueda para encontrar el por qué de dichos diagnósticos.
Finalmente descubre que fueron envenenados con monóxido de carbono durante su anestesia a través de un tubo escondido para ser diseccionados más tarde en otro lugar, el Instituto Jefferson, que alberga a gente en coma, con el propósito de quitarles sus órganos y luego venderlos, un negocio ilegal que resulta ser muy lucrativo. Ella está decidida a detenerlo, pero los responsables de este tráfico de órganos y de los correspondientes asesinatos están decididos a detenerla también.
También resulta, que el dirigente del hospital, doctor George Harris, es el líder de esa organización criminal. Harris consigue neutralizar a Susan con una droga para luego tratar de matarla en la misma sala de operaciones, igual que a sus otras víctimas, valiéndose de un falso diagnóstico que legitimaría una operación allí y con ello su envenenamiento con el monóxido de carbono.  
Sin embargo el doctor Bellows, que está cerca de esa sala y al que Susan le contó la mayor parte de lo que descubrió dudando él en un primer momento respecto a su descubrimiento, se da cuenta a tiempo de lo que ocurre realmente y puede salvarla a tiempo desactivando el tubo con el monóxido de carbono en el último momento. Después el Dr. Bellows llama a la policía y les cuenta todo al respecto, los cuales detienen luego al Dr. Harris una vez que Susan es llevada fuera del quirófano. 

## Reparto
- Geneviève Bujold: Dra. Susan Wheeler
- Michael Douglas: Dr. Mark Bellows
- Elizabeth Ashley: Sra. Emerson
- Rip Torn: Dr. George
- Richard Widmark: Dr. George A. Harris
- Lois Chiles: Sra. Nancy 'Nance' Greenly
- Hari Rhodes: Dr. Morelind
- Alan Haufrect: Dr. Marcus
- Lance LeGault: Vince
- Tom Selleck: Sean Murphy
- Ed Harris: Residente de patología

## Personajes principales
- Dra. Susan Wheeler (Geneviève Bujold):

estudiante en prácticas en el hospital de Boston.
- Dr. Mark Bellows (Michael Douglas):

Cirujano jefe residente en el hospital.
- Sra. Emerson (Elizabeth Ashley):

Enfermera del Instituto Jefferson.

## Producción
Julie Christie y Farrah Fawcett fueron candidatos para hacer el papel de Susan Wheeler. Finalmente fue Geneviève Bujold la que lo obtuvo. También hay que añadir que la película fue el debut de Ed Harris. Una vez teniendo el presupuesto de 4 millones de dólares preparados, se filmó la película en localidades como Boston, Massachussetts y el sur de California.

## Recepción
La película se estrenó el 6 de enero de 1978 en los Estados Unidos y fue un gran éxito de taquilla a finales de los años 70. Fue también el éxito de taquilla más grande de Michael Crichton como director. Según el periódico ABC contó con un gran reparto, en el que destaca su pareja protagonista, Michael Douglas y Geneviève Bujold. Sin embargo Fotogramas afirma que este complejo entramado no acaba de cuajar satisfactoriamente, quedando reducido a una convencional intriga servida con un ritmo excesivamente premioso. Finalmente, Decine21 sostiene que el film contiene escenas de suspense muy logradas, entre cadáveres y sujetos en coma.

## Premios y honores

### Premios Saturn
- 1979 - Nominación a la Mejor Actriz para Geneviève Bujold.[7]